# 한일회담
한일회담(韓日會談)은 1951년부터 1965년 6월 22일 한일기본조약(또는 한일협정)이 타결되기까지 14년간 총 7차례에 걸쳐 있었던 대한민국과 일본간의 일련의 협정을 말한다.

## 과정

### 1950년대
1951년 10월 20일 양유찬 대한민국 대표와 마쓰모토 슌이치 일본 대표간에 도쿄에서 예비회담을 개최하고, 1952년 2월 15일에 제1차 본회담을 개최함으로써 양국간의 국교조정을 위한 기본조약 체결, 일본거주 한국인의 법적 지위, 재산청구권, 문화재 반환, 어업 문제, 선박 문제 등 여러 문제를 중심으로 교섭이 시작되었다. 이 교섭은 원래 샌프란시스코 강화조약의 발효(1952년 4월)전에 타결할 것을 목표로 하였으나 처음부터 파란의 씨를 내포하고 있어 전후 14년에 걸친 장기교섭으로 이끌어 가게 되었다.
한일회담은 1960년을 기점으로 하여 전후기로 나눌 수 있다. 1960년 제4차 회담기까지는 한국측이 일제지배에 대한 반감에서 과격한 배일정책을 취하였고 이에 반하여 일본측은 '구보타 간이치로의 망언' 등에서 나타나는 바와 같이 과거 한국을 침략한 이후 약탈과 공출 등에 대한 보상 액수도 낮고, 전혀 반성하는 기색이 없이 오히려 청구권문제에서 미군정령에 의해 소멸된 재한 일본 재산에 대해 역청구권을 들고 나오고, 평화선 철폐라는 현실적 이해만 충족시키려 함으로써 회담에 아무런 진전이 없었다. 이런 감정적인 대립 외에도 당시는 양국이 모두 정치·경제적으로 회담 조속타결의 현실적 필요성을 별로 느끼고 있지 않았으며, 특히 일본은 패전의 후유증 때문에 시일을 끌수록 유리하다는 생각을 하고 있었다는 것이 또 하나의 교섭저해 요인으로 작용하였다.
1960년 일본은 대한민국에 제2공화국이 출범한 것을 기회로 조속한 한일회담을 타결하려 하였으나 대한민국 총리 장면은 23억불의 배상금을 요구했고, 회담은 결렬된다.

### 1960년대
1960년대에 한국에서 들어선 제3공화국 하에서, 경제 개발을 신앙으로 삼은 박정희는 그 재원 조달을 위해 한일회담을 추진하고 나섰다. 그러나 한일회담은 단지 경제 개발을 위한 재원 조달만의 문제는 아니었다. 미국의 아시아 정책이 그것을 강력하게 원하고 있었다. 그건 박정희가 간절히 원했던 5·16 군사정변에 대한 미국의 승인을 얻어낸 조건 중의 하나였다. 미국에게 한일회담은 중국과 베트남 등 미국이 보기에 안보상의 불안 요소들에 대응하는 전략의 전제 조건이었다.:287 미국에서는 지나친 베트남 전쟁 개입에 대한 반성, 달러 위기 등으로 일본의 이기적인 행위에 대한 비난과 일본의 방위부담 증가, 아시아 평화에의 기여 등을 요구하는 소리가 높아지고, 그 일환으로 한일회담 타결요구가 강력히 대두되었다. 이에 따라 일본에서는 이케다 하야토 내각이 1962년 말부터 회담 조기 타결을 지향하게 되었으며, 1964년에 성립된 사토 에이사쿠 내각은 한·일 국교정상화를 최대과제로 내걸고 이를 추진하게 되었다. 한편 한국에서도 민주당 정권시부터 대일정책에 유연성이 나타나기 시작했으며, 특히 5·16 군사정변 후에 성립된 공화당 정부는 예상되는 미국의 군사·경제원조 감소라는 어려운 여건 속에서 공산위협에 대한 한·일 양국의 결속과 자립경제체제 확립을 위한 경제협력을 위해 다소 조속한 감이 들 정도로 회담타결을 강력히 추진하였다. 그 결과 국내에서는 일본의 경제진출을 둘러싼 반대여론이 비등하였으나, 1961년 11월 박정희·이케다 회담에서 회담촉진 분위기가 조성되고, 1962년 11월 12일 김종필 중앙정보부장과 오히라 마사요시 일본 외상간에 일본이 한국에 무상으로 3억 달러를 10년간 지불하는 동시에 정부차관 2억 달러를 연리 3.5%, 7년 거치 20년 상환조건으로 제공하며 1억 달러 이상의 상업차관을 제공한다는 소위 '김·오히라 메모'를 작성하여, 청구권 문제의 해결원칙에 합의를 보았다. 1963년 7월 김용식 외무장관과 오히라 일본외상 간의 회담에서는 어업문제의 조속해결에 합의하였다. 경제 개발을 신앙으로 삼은 박정희는 그 재원 조달을 위해 1964년 봄 한일회담을 본격적으로 추진하였다. 그러나 한일회담의 추진은 순조롭지 않았다. 학생들은 한일회담을 반대하는 투쟁을 격렬하게 벌였으며 언론은 그 투쟁을 대대적으로 보도하였다. 반대 투쟁에 대한 탄압, 그 탄압에 대한 저항, 그 격렬함은 확고한 신안의 대결인지라 전쟁을 방불케 했다.:287

#### 야당의 반대
윤보선, 장택상, 박순천, 이범석, 장준하 등은 박정희 정부의 한일회담을 '대일굴욕외교'로 규정하고 한일회담 반대운동을 벌였고 학생 운동가들도 두루 동참한다. 이후 1964년 3월 장준하와 《사상계》는 한일회담 반대시위의 선봉에 섰고, 윤보선, 장택상을 중심으로 대일굴욕외교 반대투쟁위원회가 설치되자 1964년 3월부터 윤보선, 장택상, 박순천, 이범석, 장준하 등은 대일굴욕외교 반대투쟁위원회의 초청연사로 전국을 순회 강연하며 박정희, 김종필 등과 한일회담 주체세력을 비판하였다.

#### 결과
1965년 2월에는 시나 에쓰사부로 일본 외상의 서울방문과 기본조약 초안작성 이루어지는 등 회담이 급진전되어, 1965년 6월 국교정상화조약에 조인하고 동년 12월 발효되었다.

## 한일기본조약
한일기본조약(韓日基本條約)은 대한민국과 일본이 서로간에 일반적 국교관계를 규정하기 위해 1965년 6월 22일에 조인한 조약이다. 4개 협정과 25개 문서로 되어 있다.
'대한민국과 일본국간의 기본관계에 관한 조약'이 정식명칭으로서 양국간에 외교 및 영사관계를 수립하고, 1910년 8월 22일 또는 그 이전에 대한민국과 일본국 간에 체결된 모든 조약 및 협정은 무효로 하며, 대한민국 정부가 유엔 총회 결의 제195조 3호에 명시된 바와 같이 한반도에 있어서의 유일한 합법정부임을 확인한다는 것이 주요골자로 되어 있다. 이 기본조약 외에 법적 지위 문제와, 청구권 문제해결 및 경제협력, 어업문제에 관한 협정이 체결되었다.

## 같이 보기
| - 6·3 항쟁 - 베트남 전쟁 - 베트남 파병 - 이승만 - 임병직 - 박정희 - 김종필 - 김-오하라 메모 - 윤보선 - 윤치영 - 박순천 | - 이범석 - 장면 - 장준하 - 장택상 - 김준연 |